# Обязательные работы (административное наказание)
Обязательные работы — вид административного наказания, которое заключается в выполнении физическим лицом, совершившим административное правонарушение, в свободное от основной работы, службы или учёбы время бесплатных общественно полезных работ. На Украине было введено Законом Украины от 24.09.2008 № 586-VI (ст. 301 КоАП Украины) и применяется с 16 ноября 2008 года. В Российской Федерации было введено Федеральным законом от 08.06.2012 № 65-ФЗ (ст. 3.13 КоАП РФ) и применяется с 1 января 2013 года. В других странах мира обязательные работы преимущественно рассматриваются как вид уголовного наказания или иных мер уголовно-правового характера, применяемых как альтернатива лишению свободы и не применяются за совершение деяний, не являющихся преступлениями.

## В праве России

### Особенности назначения
Обязательные работы назначаются судьей. Обязательные работы устанавливаются на срок от 20 до 200 часов и отбываются не более четырёх часов в день.
Обязательные работы не применяются к беременным женщинам, женщинам, имеющим детей в возрасте до трех лет, инвалидам I и II групп, военнослужащим, гражданам, призванным на военные сборы, а также к имеющим специальные звания сотрудникам органов внутренних дел, органов и учреждений уголовно-исполнительной системы, Государственной противопожарной службы, органов по контролю за оборотом наркотических средств и психотропных веществ и таможенных органов.

### Конституционно-правовой статус
Соответствие Конституции РФ и нормам международного права введения обязательных работ в качестве административного наказания рассматривалось Конституционным Судом РФ. В Постановлении Конституционного Суда РФ от 14.02.2013 № 4-П «По делу о проверке конституционности Федерального закона «О внесении изменений в Кодекс Российской Федерации об административных правонарушениях и Федеральный закон „О собраниях, митингах, демонстрациях, шествиях и пикетированиях“» в связи с запросом группы депутатов Государственной Думы и жалобой гражданина Э. В. Савенко» было принято следующее решение:

Признать взаимосвязанные положения пунктов 4, 7, 8, 9 и 10 статьи 1 Федерального закона "О внесении изменений в Кодекс Российской Федерации об административных правонарушениях и Федеральный закон «О собраниях, митингах, демонстрациях, шествиях и пикетированиях», предусматривающие обязательные работы в качестве вида административного наказания за нарушения, связанные с организацией либо проведением собраний, митингов, демонстраций, шествий и пикетирования или организацией массового одновременного пребывания и (или) передвижения граждан в общественных местах, повлекших нарушение общественного порядка:
- в той мере, в какой они не связаны с вторжением в имущественные права граждан, не предполагают лишение правонарушителя свободы и не являются недопустимым способом принуждения к труду, соответствующими Конституции Российской Федерации;
- в той мере, в какой в системе действующего правового регулирования назначение данного вида административного наказания допускается не только в случае причинения вреда здоровью граждан, имуществу физических или юридических лиц либо при наступлении иных подобных последствий, но и при одном лишь формальном нарушении установленного порядка организации или проведения публичных мероприятий, не соответствующими Конституции Российской Федерации, её статьям 1 (часть 1), 19 (часть 1), 31, 37 (часть 2) и 55 (часть 3).

Федеральному законодателю надлежит — исходя из требований Конституции Российской Федерации и с учетом правовых позиций Конституционного Суда Российской Федерации, выраженных в том числе в настоящем Постановлении, — внести необходимые изменения в правовое регулирование административного наказания в виде обязательных работ.
Впредь до внесения в правовое регулирование надлежащих изменений обязательные работы могут применяться в качестве административного наказания за предусмотренные статьями 20.2, 20.2.2 и 20.18 КоАП Российской Федерации административные правонарушения, только если они повлекли причинение вреда здоровью граждан, имуществу физических или юридических лиц либо наступление иных подобных последствий.

Таким образом, хотя в целом Конституционный суд признал, что применение обязательных работ в качестве административного наказания не противоречит Конституции РФ и нормам международного права, им была ограничена сфера его применения: оно может назначаться только за правонарушения, связанные с причинением реального физического или материального ущерба.

## Соответствие нормам международного права
По мнению Конституционного Суда РФ, применение обязательных работ как административного наказания само по себе не противоречит международным актам, таким как Конвенция № 29 Международной организации труда
«Относительно принудительного или обязательного труда» и Конвенция о защите прав человека и основных свобод (в толковании Постановления ЕСПЧ от 07.07.2011 по делу «Штуммер (Stummer) против Австрии»). Однако С. Е. Чаннов характеризует толкование, данное Конституционным судом как «недостаточно убедительное» в части соответствия Конвенции № 29 МОТ и как «крайне сомнительное» в части соответствия Конвенции о защите прав человека и основных свобод.
Ещё более жёсткую позицию высказывает И. А. Клепицкий, который указывает, что соблюсти международно-правовые запреты при назначении общественно-полезных работ (даже в уголовном праве) можно только при условии получения предварительного добровольного согласия подсудимого на их осуществление (например, в качестве альтернативы применению более строгого вида наказания). Он отмечает, что «другие способы соблюсти запреты Конвенции и при этом использовать общественно полезные работы, которые являются эффективной альтернативой лишению свободы, европейским законодательствам и юридической практике неизвестны».